# ボリス・トマシェフスキー
ボリス・ヴィクトロヴィチ・トマシェフスキー（ロシア語: Борис Викторович Томашевский、英語: Boris Viktorovich Tomasevski, 1890年11月29日（ユリウス暦11月17日）- 1957年8月24日）は、ソビエト連邦の文芸学者。ロシア・フォルマリズムの関連人物である。プーシキン論を得意とした。『文学の理論』（1925年）が主著。

## 経歴
1890年、サンクトペテルブルク生まれ。ギムナジウム時代に政治集会に参加したため、1908年にギムナジウムを卒業するもののサンクトペテルブルク工科大学へ進学できず、リエージュ大学へ進む。電気工学を学び1912年に卒業。ソルボンヌ大学でも学ぶ。ロシアに帰国し、サンクトペテルブルク工科大学大学院で学ぶ。